# Чорноп'ятово
Чорноп'я́тово (рос. Чёрнопятово) — село у складі Павловського району Алтайського краю, Росія. Адміністративний центр Чорноп'ятовської сільської ради.

## Населення
Населення — 588 осіб (2010; 733 у 2002).
Національний склад (станом на 2002 рік):
- росіяни — 93 %